# Ficus menabeensis
Espèce
Classification APG III (2009)
Ficus menabeensis est une espèce de plantes à fleurs de la famille des Moraceae. c'est une plante arbustive, originaire de Madagascar.